# タイムキーパー (お笑いコンビ)
タイムキーパーは、吉本興業（大阪本社）所属のお笑いコンビ。2019年結成。NSC大阪校41期生。

## メンバー
ひでき（1995年7月3日 - ）（30歳）
ツッコミ担当、立ち位置は向かって右。
大阪府枚方市出身。大阪府立長尾高等学校卒業。身長173 cm、体重110 kg。
本名および旧芸名：安土 範彦（あづち のりひこ）。2023年6月17日に現芸名に改名。
三人兄弟の末弟。
特技はボイスパーカッション。
乳首などをつねると『Because We Can』のリズムに合わせて「痛い」と叫ぶギャグを持つ。

まつい あきら（1997年8月27日 - ）（27歳）
ボケ担当、立ち位置は向かって左。ネタ作り担当。
大阪府交野市出身。大阪府立枚方高等学校卒業。京都造形芸術大学（現・京都芸術大学）芸術学部映画学科俳優コース中退。身長174 cm、体重61 kg。
本名：松井 亮頼（読み同じ）。
特技はフリースタイルラップ。
趣味はブラックバス釣り、サウナ。

## 来歴
ともにNSC大阪校41期生として入学し、NSC内の相方探しの会で出会いコンビ結成。
『M-1グランプリ2020』にて、芸歴2年目にして準決勝に進出。準決勝進出者の中で最も芸歴コンビ歴の短いコンビとなった。このときは一度1回戦で敗退したが、再エントリー制度を利用して準決勝まで進出した。これを成し遂げたのは侍スライス以来2組目。

## エピソード

### コンビ
- タイムキーパーという名前とは裏腹に、寄席の入り時間に遅刻したり、劇場でのバトルイベントのネタ中に時間切れになったことがある[7]。

### ひでき
- お笑い好きの次兄の影響で少年時代は『ワンナイR&R』、『笑う犬の冒険』、『ガキの使いやあらへんで』を視聴していた。
- 中学生時に学園祭で不思議の国のアリスのコントを、高校生時に学校行事で漫才を披露したことがきっかけで芸人を志した[1]。
- ケンタッキーフライドチキンが大好物で、骨だけ残して綺麗に食べることが出来る。
- 名字の安土（あづち）を「やすど」と間違えられることがある。
- 寝ることが大好きでどこでも寝るが、ある日の夜行バスであまりにもいびきがうるさすぎたため外国人に「あなたの睡眠時の騒音がうるさくて眠れません」と注意されたことがある。

### まつい
- 小学5、6年生時には『爆笑レッドシアター』、『爆笑レッドカーペット』、『エンタの神様』を視聴していた。
- お笑い芸人を目指したきっかけは、『爆笑レッドカーペット』内のコントを仲間内でやってみてウケたことである。
- 中高生時はジャングルポケットやロバートの影響からグループコントを仲間内でよくやっていた。
- 大学在学中にフースーヤのネタに衝撃を受け、大学を中退し翌年にNSCに入学した[1]。
- 漢字の誤読が多いなど、天然な一面を持つ。
- フリースタイルラップを特技に持ち、よくビスケットブラザーズの原田とラップバトルを行う。

## 芸風
漫才をメインとするが、コントも行う。ドラマチックな展開のコント漫才を得意とする。

## 賞レース成績

### M-1グランプリ
| 年度             | 結果         | エントリー No. | 会場                                   | 日程     | 備考                                                               |
| ---------------- | ------------ | -------------- | -------------------------------------- | -------- | ------------------------------------------------------------------ |
| 2019年（第15回） | 2回戦進出    | 1761           | 【大阪】朝日生命ホール                 | 10月9日  |                                                                    |
| 2020年（第16回） | 準決勝進出   | 1788           | 【東京】NEW PIER HALL                  | 12月2日  | 敗者復活戦12位 一度1回戦敗退後、再エントリー制度を利用して再出場。 |
| 2021年（第17回） | 準々決勝進出 | 3022           | 【大阪】なんばグランド花月             | 11月11日 | 1回戦シード                                                        |
| 2022年（第18回） | 準々決勝進出 | 3416           | 【大阪】なんばグランド花月             | 11月15日 |                                                                    |
| 2023年（第19回） | 3回戦進出    | 3845           | 【大阪】よしもと漫才劇場               | 10月30日 |                                                                    |
| 2024年（第20回） | 3回戦進出    | 4595           | 【大阪】COOL JAPAN PARK OSAKA TTホール | 10月29日 |                                                                    |

### その他
- 2019年 NSC大ライブOSAKA 決勝進出[9]
- 2022年 第11回ytv漫才新人賞 ROUND3 第10位
- 2023年 UNDER5 AWARD2023 準決勝進出[10]
- 2024年 上方漫才協会大賞 新人賞

## 出演

### テレビ
- キクテレミルラジ265（BSよしもと、2023年7月6日 - 2024年6月27日）- 木曜1部MC

### ラジオ
- NSC Laugh Rough Hour（YES-fm、2023年4月3日 - 2025年3月31日）- MC
- OBCグッドアフタヌーン!和田麻実子のみみよりだんご（ラジオ大阪、2025年4月1日 - ）- 火曜パートナー